# ميلان ستويانوفيتش (لاعب كرة قدم)
ميلان ستويانوفيتش (10 مايو 1988 بليسكوفاتس في صربيا - ) هو لاعب كرة قدم صربي في مركز الوسط. لعب مع نادي بوراتس بانيا لوكا ونادي لوكيرين وFK Vlasina ‏ وFK Radnik Surdulica ‏ وFK Radnički Svilajnac ‏ ونادي ميتالاك وFK Sloga Petrovac na Mlavi ‏ وبيزانيا نوفي بلغراد ‏.

## وصلات خارجية
- ميلان ستويانوفيتش (لاعب كرة قدم) على موقع قاعدة بيانات كرة القدم.إي يو (الإنجليزية)
- ميلان ستويانوفيتش (لاعب كرة قدم) على موقع بيانات كرة القدم. دي إي (الألمانية)
- ميلان ستويانوفيتش (لاعب كرة قدم) على موقع Soccerbase.com (لاعب) (الإنجليزية)
- ميلان ستويانوفيتش (لاعب كرة قدم) على موقع Soccerway.com (الإنجليزية)
- ميلان ستويانوفيتش (لاعب كرة قدم) على موقع عالم كرة القدم.نت (الإنجليزية)